# Ligne de Belfort à Guebwiller
La ligne de Belfort à Guebwiller est un projet de ligne de chemin de fer des années 1860 qui devait relier Belfort à Guebwiller, deux chefs-lieux d'arrondissement du département du Haut-Rhin (à cette époque Belfort faisait partie du Haut-Rhin). 
Cette ligne devait desservir les vallées vosgiennes de la Doller, de la Lauch et de la Thur tout en évitant Mulhouse.

## Historique
Par loi n°393 du 6 juillet 1862, l'Empereur Napoléon III autorise le ministre des travaux publics à s'engager, au nom de l'État, à allouer une subvention de 3 millions de francs en vue de l'exécution d'un chemin de fer de Belfort à Guebwiller, par Cernay, Bollwiller et Soultz.
Par décret impérial du 11 juin 1863, l'Empereur approuve la convention passée, le 1er mai 1863, entre le ministre des travaux publics et la Compagnie des chemins de fer de l'Est et concède la ligne de Belfort à Guebwiller à la Compagnie de l'Est.
La ligne ne fut jamais construite, mais le tronçon de Cernay à Sentheim de la ligne de la vallée de la Doller et le tronçon entre Bollwiller et Guebwiller de la ligne de la vallée de la Lauch, ouverts en 1869 et 1870, empruntent son tracé.